# Cnemidophorus motaguae
Cnemidophorus motaguae är en ödleart som beskrevs av  Sackett 1941. Cnemidophorus motaguae ingår i släktet Cnemidophorus och familjen tejuödlor. IUCN kategoriserar arten globalt som livskraftig. Inga underarter finns listade i Catalogue of Life.